# Сукромли
Сукромли́ — село в Свободненском районе Амурской области, Россия. Входит в Семёновский сельсовет.

## География
Село Сукромли стоит в среднем течении реки Малая Пёра (правый приток реки Большая Пёра).
Село Сукромли расположено в 24 км к северо-западу от районного центра города Свободный.
На запад от села Сукромли идёт дорога к сёлам Семёновка, Маркучи, Климоуцы, Талали и Новостепановка.

## Население
| 2002 | 2010 | 2012 | 2013 | 2014 | 2015 | 2016 |
| ---- | ---- | ---- | ---- | ---- | ---- | ---- |
| 186  | ↘155 | ↘154 | ↗156 | ↘155 | ↘151 | ↘140 |
| 2017 | 2018 |      |      |      |      |      |
| ↘136 | ↘130 |      |      |      |      |      |